# オウィド・エッ＝ダハブ＝ラゴゥィラ地方
オウィド・エッ＝ダハブ＝ラゴゥィラ地方（オウィド・エッ＝ダハブ＝ラゴゥィラちほう）は、西サハラにかつてモロッコが設置していた地方（ウィラーヤ）の一つ。首府はダフラ。モロッコが西サハラに設置した3地方で唯一、全域が西サハラにあり、最も南にあった。2015年にダフラ＝オウィド・エッ＝ダハブ地方となった。
西サハラはモロッコとサハラ・アラブ民主共和国/ポリサリオ戦線との領有権主張がある。そのため、国際的にこの地方は認められていない上、地方の東側はポリサリオ戦線による「解放区」となっているので、モロッコ政府が全域を支配しているわけでもない。
なお、モロッコは砂の壁を一方的に建設し、「解放区」との仕切りを作っているので西側と東側への出入りはできない。

## 下位行政区画
オウィド・エッ＝ダハブ＝ラゴゥィラ地方には、2つの州（Province）が設置されていた。
| 州名                     | 州都        | 人口 （2004年国勢調査） | 人口 （2011年推計） | 面積 （km²） |
| ------------------------ | ----------- | ----------------------- | ------------------- | ------------ |
| en:Aousserd Province     | en:La Güera | 20,513                  | 51,000              | 65,000       |
| オウィド・エッ＝ダハブ州 | ダフラ      | 78,854                  | 121,000             | 55,000       |

### 人口の変遷
オウィド・エッ＝ダハブ＝ラゴゥィラ地方は、モロッコが設置している16地方の中では最も人口が少ない。
| 州                     | 1982年c | 1994年c | 2004年c | 2007年p | 2011年p |
| ---------------------- | ------- | ------- | ------- | ------- | ------- |
| Aousserd               | 21,4961 | 2,507   | 20,513  | 36,000  | 51,000  |
| オウィド・エッ＝ダハブ | 21,4961 | 34,244  | 78,854  | 99,000  | 121,000 |
| 合計                   | 21,496  | 36,751  | 99,367  | 135,000 | 172,000 |

- c：国勢調査値
- p：推計値
- 1：当時は一つだった。